# Раскалы
Раскалы — река в России, протекает по территории Балтачевского района Башкортостане. Устье реки находится в 208 км от устья Быстрого Таныпа по левому берегу. Длина реки составляет 13 км.

## Этимология
Название реки происходит от баш. ырыҫҡал диалект. `богатство, состояние` с афф. -ы.

## Данные водного реестра
По данным государственного водного реестра России относится к Камскому бассейновому округу, водохозяйственный участок реки — Белая от города Бирск и до устья, речной подбассейн реки — Белая. Речной бассейн реки — Кама.
Код объекта в государственном водном реестре — 10010201612111100025872.